# Всесвітній конгрес есперантистів

Країни, що приймали ВКЕ, 1905—2018

Всесвітній конгрес есперантистів або, точніше, Всесвітній конгрес есперанто (есп. Universala Kongreso de Esperanto) щорічно проводить Усесвітнє есперантське об'єднання. Це найбільший у світі есперанто-захід, що збирає тисячі есперантистів з усього світу. Як правило, Конгрес відбувається в останній тиждень липня або перший тиждень серпня, триває 8 днів.
Перший конгрес був організований 1905 року у Булонь-сюр-Мер (Франція). Останній наразі відбувся у Лахті (Фінляндія) 20—27 липня 2019. Наступний конгрес відбувся у Монреалі (Канада) 6-13 серпня 2022 р., Турині (Італія, 2023), Брно (Чехія, 2025). З'їзди 2020 та 2021 років проводилися у віртуальному режимі через коронавірусну пандемію.
За всю історію заходу конгрес ще ні разу не проходив в Україні. З-поміж пострадянських країн він відбувався лише в Литві. Конгрес уже бував в Австралії, але ще ні разу — на Африканському континенті.
Крім культурних і просвітницьких заходів, на конгресі розв'язують організаційні питання Всесвітньої асоціації есперанто — зокрема, відбувається очна зустріч комітету цієї організації та вибори президента.